# Atractus thalesdelemai
Espèce
Synonymes
- Atractus kangueryensis Cacciali, Villalba & Yanosky, 2007

Atractus thalesdelemai est une espèce de serpents de la famille des Dipsadidae.

## Répartition
Cette espèce se rencontre au Rio Grande do Sul au Brésil et au Paraguay.

## Description
Atractus thalesdelemai mesure au maximum 265 mm, dont 38 mm pour la queue, pour les mâles et 381 mm, dont 38 mm pour la queue, pour les femelles.

## Étymologie
Cette espèce est nommée en l'honneur de Thales de Lema.

## Publication originale
- Passos, Fernandes & Zanella, 2005 : A new species of Atractus (Serpentes: Colubridae) from Southern Brazil. Herpetologica, vol. 61, no 2, p. 209-218 (texte intégral).